# 아시아 케이트 딜런
에이샤 케이트 딜런(영어: Asia Kate Dillon, 1984년 11월 15일 ~ )은 미국의 배우이다. 논바이너리 인물로서, 기존의 생물학적 성에 기초한 이분법적 분류인 'He'나 'She' 대신 자신을 'They'(Singular they)로 규정한다.
아시아가 연기한 드라마 《빌리언스》의 테일러 메이슨 역은 북미 텔레비전 사상 최초의 논바이너리 캐릭터이며, 이 역으로 크리틱스 초이스 텔레비전상 드라마 부문 남우조연상 후보에 올랐다.

## 출연 작품

### 영화
- 존 윅 3 (2019) - 심판관 역

### 텔레비전
- 오렌지 이즈 더 뉴 블랙 (2016-19) - 브랜디 앱스 역
- 빌리언스 (2017-) - 테일러 메이슨 역